# Distúrbio da fala
Distúrbio da fala é um impedimento ou dificuldade de comunicação através das palavras (discurso articulado). A fala pode ser subdividida em dois estágios: concepção (formulação) e produção (articulação e fonação). O desenvolvimento da fala nas crianças começa com a associação de sons a pessoas e objetos, sendo que a compreensão normalmente precede a vocalização em alguns meses. Os substantivos são produzidos primeiro, em geral, com uma ou duas sílabas; a posterior aquisição de adjetivos, verbos etc. permite a elaboração de frases. A fase do balbucio, em que a criança brinca com os sons da fala, é provavelmente estrutural para o desenvolvimento.
A leitura é intimamente relacionada à fala e envolve a associação de símbolos audiovisuais. A fala compreende a coordenação de diversos aspectos do funcionamento cerebral (audição,visão etc.). Disfunções nestes setores cerebrais levam a formas características de disfasia, afasia, alexia etc. A dislexia é uma disfunção infantil de ordem lingüística. A gagueira e a hesitação são um distúrbio comum, em alguns casos expressando frustração por repressão de uma natureza canhota do indivíduo. A disartria é a produção irregular da voz e se deve a um descontrole neuromuscular. Na terapia da fala são feitas tentativas de superar tais dificuldades.
Causas Conhecidas
Traumatismo Craniano, Afasia após um AVC(Acidente Vascular Cerebral). Muitos também são hereditarios e não tem causas conhecidas.